# (400220) 2007 CO79
(400220) 2007 CO79 es un asteroide perteneciente al cinturón de asteroides, descubierto el 16 de noviembre de 2006 por el equipo del Mount Lemmon Survey desde el Observatorio del Monte Lemmon, Arizona, Estados Unidos.

## Designación y nombre
Designado provisionalmente como 2007 CO79.

## Características orbitales
2007 CO79 está situado a una distancia media del Sol de 3,093 ua, pudiendo alejarse hasta 3,537 ua y acercarse hasta 2,649 ua. Su excentricidad es 0,143 y la inclinación orbital 27,77 grados. Emplea 1987,35 días en completar una órbita alrededor del Sol.

## Características físicas
La magnitud absoluta de 2007 CO79 es 15,7.